# أوتو فريدريش كارل
أوتو فريدريش كارل (بالألمانية: Otto Deiters) ( 15 نوفمبر 1834 5 ديسمبر 1863) طبيب أخصائي في علم التشريح العصبي. ولد في ألمانيا وتحديداً في مدينة بون، مات بسبب حمى التيفوئيد
نشرت أبحاثه عن النسيج العصبي بعد وفاته
. 